# Henrik Lauritz Sørensen
Henrik Lauritz Sørensen ( * 5 de diciembre de 1842 – 5 de noviembre de 1903) fue un botánico, danés, experto en flora de Noruega, y maestro de escuela.

## Honores

### Eponimia
Especies
- (Asteraceae) Dahlia sorensenii H.V.Hansen & Hjert.[1]
- (Asteraceae) Eupatorium sorensenii (R.M.King & H.Rob.) L.O.Williams[2]
- (Asteraceae) Koanophyllon sorensenii R.M.King & H.Rob.[3]
- (Cyperaceae) Eriophorum × sorensenii Raymond[4]

## Algunas publicaciones

### Libros
- -------. 1867. Beretning om en botanisk reise i omegnen af Fæmundsøen og i Trysil (Informe sobre un viaje botánico en el área circundante af Fæmundsøen y en Trysil). Ed. Christiania [Oslo] : Johan Dahl : Trykt i J. Chr. Gundersens bogtrykkeri. 55 pp.
- -------. 1873. Planterikets Naturhistorie for Middelskolen ... Med 109 Træsnit. (Historia Natural del Reino Vegetal, para la Escuela Media ... Con 109 grabados en madera.)
- henrik lauritz Sørensen, hans henrik Reusch. 1884. Naturhistorie : dyrerigets og planterigets, i kort udtog for middelskoler, pigeskoler og borgerskoler (Historia natural: reino animal y el reino vegetal, un breve extracto de las escuelas intermedias, escuelas de las niñas y las escuelas individuales). Ed. Christiania : Cammermeyer. 204 (7) pp.
- -------. 1890. Norsk flora for skoler (flora noruega para las escuelas). Ed. Kristiania, A. Cammermeyer. xvi + 148 pp. ilus.
- -------. 1891. Dyrerigets og Planterigets Naturhistorie ... Femte ... Udgave, etc. (Reino animal y reino de las plantas de Historia Natural ... 5ª edición, etc.) Ed. Christiania & Kjøbenhavn. 239 pp.
- henrik lauritz Sørensen, eugen honratus Jørgensen. 1913. Norsk flora til bruk ved skoler og botaniske utflukter (flora noruega para su uso en las escuelas y excursiones botánicas). Ed. 	Kristiania, H. Aschehoug & Co. (W. Nygaard). 216 pp.
- henrik lauritz Sørensen, lektor e. Jørgensen. 1936. Norsk flora til bruk ved skoler og botaniske utflukter (Flora noruega para su uso en las escuelas y excursiones botánicas). Ed. Oslo, H. Aschehoug. xxxii + 226 pp. ilus.
- La abreviatura «Sørensen» se emplea para indicar a Henrik Lauritz Sørensen como autoridad en la descripción y clasificación científica de los vegetales.[5]